# Museum für Völkerkunde der Universität Kiel
Das Museum für Völkerkunde der Universität Kiel war eine der musealen Einrichtungen der Christian-Albrechts-Universität zu Kiel. Es befand sich zusammen mit dem Zoologischen Museum in der Kieler Hegewischstraße 3. 

## Geschichte
Das Museum für Völkerkunde wurde im Jahre 1884 gegründet. Als Universitätsfach existierte die Völkerkunde jedoch nicht. Die Ausstellungsstücke stammten zum Teil aus den Reiseerwerbungen Kieler Kapitäne und anderer Reisender, die Ende des 19. Jahrhunderts zu Handels- und Militärexpeditionen in der Südsee unterwegs waren. So waren Exponate des Admirals Eduard von Knorr, des Kapitän zur See Hans Gygas von der Moltke, von Kapitän zur See Georg Janke (Zähringen), von Kapitänleutnant Götz von der Elisabeth oder des Generalarztes der Kaiserlichen Marine Gutschow darunter.
Begründet wurde das Museum letztendlich vom anthropologischen Verein Schleswig-Holstein. Maßgeblich beteiligt waren die Anatomie-Professoren Adolf Pansch (1841–1887) und Arnold Heller (1840–1913). Im Jahre 1888 wurde das Museum der Universität in Kiel übergeben. In den folgenden Jahren stellten vor allem Geographen die Direktoren: 1888 Otto Krümmel (1854–1912), von 1888 bis 1903 Richard Schepping, von 1904 bis 1907 Max Eckert (1868–1938) sowie von 1912 bis 1913 Leonhard Schultze (1872–1955). Freiherr Wolfgang von Buddenbrock (1884–1964) folgte als Museumsleiter kurz vor dem Zweiten Weltkrieg Adolf Remane (1898–1976). Von 1930 bis 1947 wurde das Museum eingelagert. Danach konnte die Sammlung in den Räumen des Zoologischen Museums untergebracht werden. Die Museumsleitung oblag bis 2010 Katesa Schlosser, die bis 1986 an der Universität Völkerkunde im Nebenfach anbot. Bis 1995 beherbergte das Museum ethnographische Sammlungen der Südsee, Afrikas und Ostasiens, darunter auch Musikinstrumente. Nach der Verlegung eines Großteils der Sammlung aus Gründen der „Sicherung der Bestände“ in das Archäologische Landesmuseum in Schleswig verblieb nurmehr die Südsee-Abteilung in Kiel.
Kennzeichnend für die Kieler Sammlung war seit jeher das Fehlen eines ethnologischen Instituts. 2014 ging die Südseesammlung schließlich als Dauerleihgabe an das Stadt- und Schifffahrtsmuseum Kiel.

## Musealer Bestand
In der Südsee-Sammlung befanden sich umfangreiche Bestände an Waffen, Geräten und Muschelschmuck, Geweben, Kleidung (Rindenstoffdecken), Schnitzereien, Tanzmasken, Südseegeld, ein Auslegerboot sowie Bootsmodelle. Die Afrika-Sammlung umfasste Kleidung, Schmuck (Eisen und Kupfer), Klein- und Großplastik, Zeichnungen, einen Häuptlingsstuhl u. a. Die Ostasien-Sammlung war eine bedeutende Sammlung von Samurai-Ritterrüstungen und Waffen sowie von japanischer und chinesischer Kleinplastik. In der Musikinstrumenten-Sammlung waren Exponate aus Afrika, der Südsee und Ostasien vertreten.

## Publikationen
- Katesa Schlosser (Hrsg.): Arbeiten aus dem Museum für Völkerkunde der Universität Kiel. Kiel (Schmidt & Klaunig), Band I-XXI (1952–2008).
- Horst Brix, Katesa Schlosser: Das Museum für Völkerkunde der Christian-Albrechts-Universität Kiel. Eine photographische Dokumentation der Schausäle des Museums für Völkerkunde der Universität Kiel. Kiel 1995.
- Rule von Bismarck (Red.): Museen und Sammlungen. Kiel 1989.
- Museen und Sammlungen in Schleswig-Holstein. Bearb. von Dr. Matthias Landt, Neumünster (Karl-Wachholtz-Verlag) 1986, 6. überarb. u. erw. Auflage.
- Katesa Schlosser: Das Museum für Völkerkunde der Christian-Albrechts-Universität Kiel. Fotodokumentation der Sammlungsstücke. Kiel 2002.
- Katesa Schlosser: Geschichte des Museums für Völkerkunde der Universität Kiel. Christiana Albertina. Forschungsbericht und Halbjahresschrift der Universität Kiel, 1985, Heft 20 (neue Folge), S. 17–28
- Rainer Schmidt: Herstellen der lebensgroßen Figur eines Zulumannes. In: Der Präparator 33 (1987), Heft 1, S. 37–40.
- Nathalie Scholz: Völkerkundliche Sammlungen an deutschen Universitäten und ihr Einsatz in der Lehre. Magisterarbeit im Fach Völkerkunde, Fachbereich Gesellschaftswissenschaften und Philosophie der Philipps-Universität Marburg, Marburg 2009.
- Renate Wente-Lukas: Die Situation der völkerkundlichen Sammlungen. In: Museumskunde 48, 1983, Heft 1, S. 12–16.
- Tobias Delfs, Martin Krieger: Das Völkerkundemuseum der CAU. In: Oliver Auge (Hg.): Christian-Albrechts-Universität zu Kiel. 350 Jahre Wirken in Stadt, Land und Welt, Kiel (Wachholtz Verlag) 2015, S. 853–880.